# Vanessa-Kim Zobel
Vanessa-Kim Zobel (* 8. Februar 1988 in Bremervörde) ist eine deutsche Politikerin (CDU). Sie ist seit März 2025 Mitglied des Deutschen Bundestages.

## Leben
Vanessa-Kim Zobel besuchte von 2005 bis 2007 die Stader Privatschule, die sie mit der Fachhochschulreife abschloss. Ab 2007 absolvierte sie ihre Ausbildung zur Bankkauffrau bei der Commerzbank in Stade, die sie 2009 abschloss. Der Commerzbank blieb sie bis Dezember 2021 treu. Ab Januar 2022 arbeitete sie bis zu ihrem Einzug in den Deutschen Bundestag in der Privatkundenberatung bei der Volksbank Osterholz Bremervörde. Zobel ist mit einem Berufssoldaten verheiratet. Sie leben mit ihren beiden Kindern in Mehedorf.

## Politik
2016 trat Zobel der CDU bei. Im selben Jahr zog sie in den Stadtrat von Bremervörde ein und wurde Ortsbürgermeisterin der Ortschaft Mehedorf. Seit 2021 ist sie außerdem stellvertretende Bürgermeisterin der Stadt Bremervörde. Zusätzlich ist Zobel Beisitzerin im Vorstand des CDU-Kreisverbandes Rotenburg (Wümme).
Im Jahr 2024 wurde Zobel zur CDU-Direktkandidatin für die Bundestagswahl 2025 im Bundestagswahlkreis Stade I – Rotenburg II gewählt, außerdem erhielt sie den 15. Platz auf der Landesliste der CDU in Niedersachsen. Während des Wahlkampfes lag ihr Fokus in den Politikbereichen Finanzen, Wirtschaft und Verteidigung. Die Wahl gewann sie mit 36,3 % der abgegebenen Erststimmen.